# Dmitry Nikolayevich Barinov
Dmitri Nikolayevich Barinov (tiếng Nga: Дми́трий Никола́евич Ба́ринов; sinh ngày 11 tháng 9 năm 1996) là một cầu thủ bóng đá người Nga thi đấu ở vị trí tiền vệ hoặc trung vệ cho Lokomotiv Moskva.

## Sự nghiệp câu lạc bộ
Sinh ra ở Moskva Oblast, Barinov bắt đầu chơi bóng ở quê nhà, trước khi gia nhập đội bóng trường học Master-Saturn Yegoryevsk năm 2010. Năm 2012, Lokomotiv Moskva ký hợp đồng với Barinov, và anh bắt đầu tập luyện với đội chính chỉ sau 1 năm.
Vào ngày 16 tháng 5 năm 2015, anh ra mắt chuyên nghiệp cho Lokomotiv Moskva trong chiến thắng 3-0 trước F.K. Rubin Kazan ở Giải bóng đá ngoại hạng Nga.

## Sự nghiệp quốc tế
Anh giành chức vô địch Giải vô địch bóng đá U-17 châu Âu 2013 cùng với Nga, ghi bàn trong loạt sút luân lưu ở bán kết trước Thụy Điển. Anh cũng tham dự Giải vô địch bóng đá U-17 thế giới 2013.
Sau đó anh đại diện Đội tuyển bóng đá U-19 quốc gia Nga tại Giải bóng đá U-19 vô địch châu Âu 2015, nơi Nga về đích thứ hai, và anh được bầu chọn vào đội hình của giải đấu.

## Danh hiệu

### Câu lạc bộ
Lokomotiv Moskva
- Giải bóng đá ngoại hạng Nga: 2017–18
- Cúp quốc gia Nga: 2016–17

### Quốc tế
Nga
- Giải vô địch bóng đá U-17 châu Âu: 2013
- Giải bóng đá U-19 vô địch châu Âu: Á quân 2015

## Thống kê sự nghiệp

### Câu lạc bộ
Tính đến 18 tháng 9 năm 2019
| Câu lạc bộ          | Mùa giải            | Giải vô địch | Giải vô địch | Cúp     | Cúp       | Châu Âu | Châu Âu   | Khác1   | Khác1     | Tổng cộng | Tổng cộng |
| Câu lạc bộ          | Mùa giải            | Số trận      | Bàn thắng    | Số trận | Bàn thắng | Số trận | Bàn thắng | Số trận | Bàn thắng | Số trận   | Bàn thắng |
| ------------------- | ------------------- | ------------ | ------------ | ------- | --------- | ------- | --------- | ------- | --------- | --------- | --------- |
| Lokomotiv Moskva    | 2014–15             | 2            | 0            | 0       | 0         | 0       | 0         | –       | –         | 2         | 0         |
| Lokomotiv Moskva    | 2015–16             | 2            | 0            | 2       | 0         | 0       | 0         | 0       | 0         | 4         | 0         |
| Lokomotiv Moskva    | 2016–17             | 12           | 0            | 3       | 0         | –       | –         | –       | –         | 15        | 0         |
| Lokomotiv Moskva    | 2017–18             | 16           | 1            | 0       | 0         | 2       | 0         | 1       | 0         | 19        | 1         |
| Lokomotiv Moskva    | 2018–19             | 23           | 1            | 5       | 1         | 4       | 0         | 1       | 0         | 33        | 2         |
| Lokomotiv Moskva    | 2019–20             | 9            | 0            | 0       | 0         | 1       | 1         | 1       | 0         | 11        | 1         |
| Lokomotiv Moskva    | Tổng cộng           | 64           | 2            | 10      | 1         | 7       | 1         | 3       | 0         | 84        | 4         |
| Tổng cộng sự nghiệp | Tổng cộng sự nghiệp | 64           | 2            | 10      | 1         | 7       | 1         | 3       | 0         | 84        | 4         |

- 1.^ Bao gồm Siêu cúp bóng đá Nga.